# Islam in Polen, Litauen und Belarus

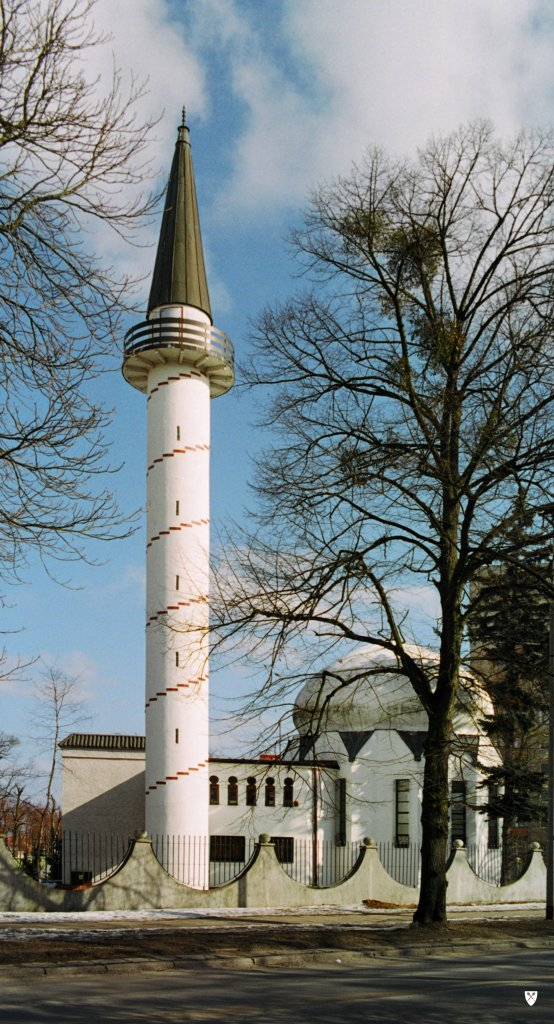
Moschee in Danzig

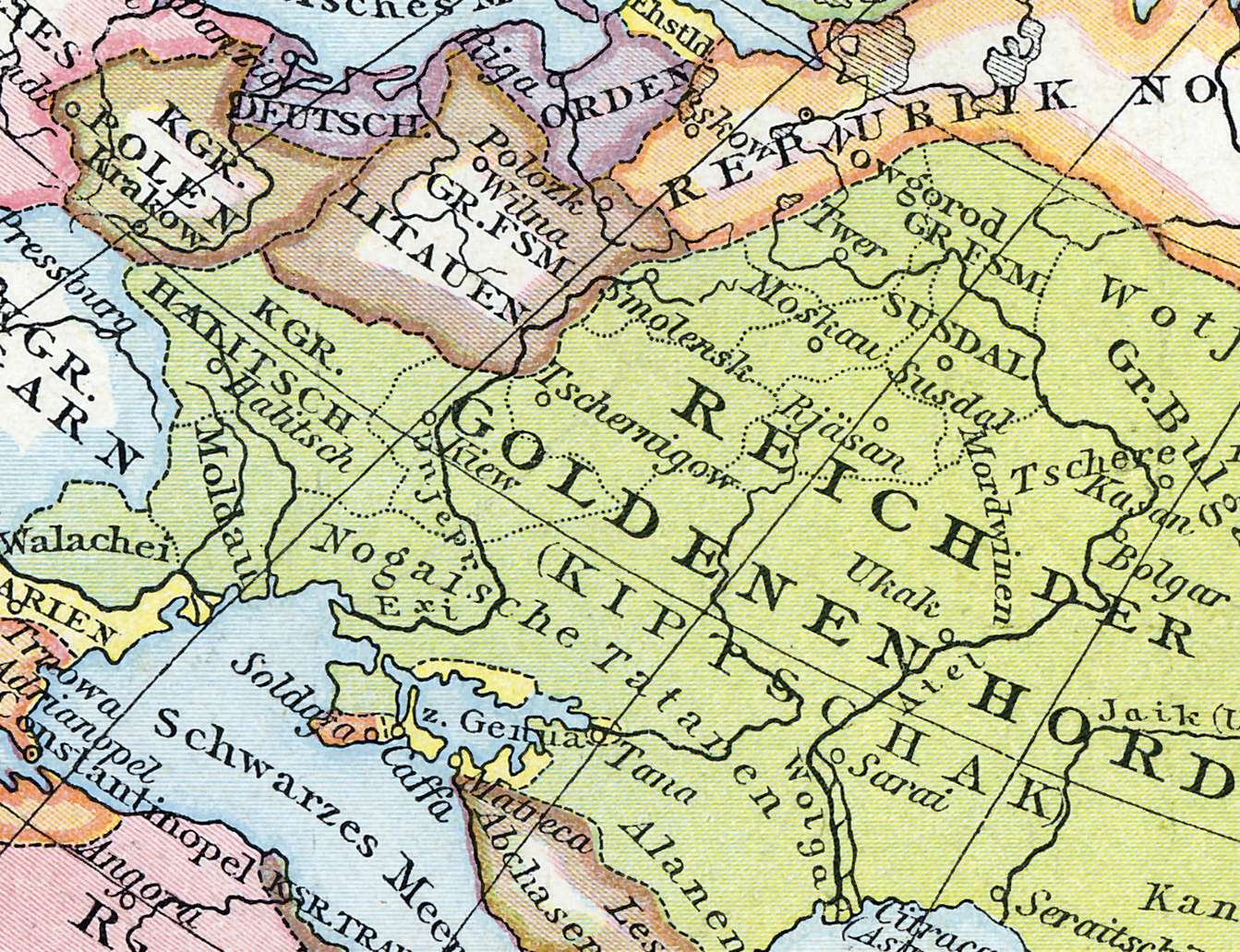
Königreich Halytsch als Vasall der Goldenen Horde

Mit einer Anzahl von etwa 30.000 Muslimen in Polen ist das stark katholisch geprägte Land einer der EU-Staaten mit dem geringsten muslimischen Bevölkerungsanteil (weniger als 0,1 %). Seit 600 Jahren lebt in Polen eine kleine Minderheit einheimischer Muslime, die Lipka-Tataren, deren Zahl sich auf rund 5.000 beläuft. Kleine Gruppen dieser Ethnie leben auch noch in Litauen und in Belarus.

## Tataren in Polen und im Großfürstentum Litauen
Waren die Mongolen bei ihrem ersten verheerenden Einfall in Polen 1240/41 noch schamanistisch, so standen sie bei den späteren Einfällen von 1259 und 1279/85 unter der Führung muslimischer Khane wie Nogai Khan. Die damals zum russischen Fürstentum Galizien-Wolhynien gehörenden ostpolnischen Städte Chełm und Lublin, die (trotz einer versuchten Kirchenunion unter Daniel Romanowitsch von Galizien) zunächst christlich-orthodox blieben, waren wie Halytsch unter die Botmäßigkeit der von den Mongolen gegründeten Goldenen Horde gefallen (1245–1323), die nach 1252 allmählich muslimisch wurde.
Fernab Polens, an der Wolga, wurde ab 1380 die Herrschaft der Goldenen Horde durch eine Teilniederlage gegen die Moskowiter Russen und einen Vernichtungsfeldzug Timurs schwer erschüttert. In die darauf folgenden innertatarischen Machtkämpfe mischte sich besonders ab 1397 auch das Großfürstentum Litauen ein. Nachdem Timur die mit Litauen verbündeten Tatarenkhane vertrieben hatte, stellte sein General Edigü die Goldene Horde wieder her. Mit Hilfe der Litauer versuchte Ex-Khan Toktamisch zurückzukehren, doch das vereinte litauisch-tatarische Heer unter Großfürst Vytautas wurde 1399 von Edigü in der Schlacht an der Worskla entscheidend geschlagen.
Toktamischs Tataren fanden Aufnahme im Großfürstentum Litauen, das erst 1387 katholisch geworden war, sein Sohn Dschalal ad-Din verhalf mit seiner leichten Reiterei den Polen 1410 in der Schlacht bei Tannenberg zum Sieg über die schwer gepanzerten deutschen Ordensritter. Nach weiteren vergeblichen Versuchen, Dschalal ad-Din oder seine Brüder als Khane an der Wolga zu inthronisieren, schloss Polen-Litauen 1418 Frieden mit Edigü. Mit seinen Nachfolgern schloss Polen um 1500 sogar ein Bündnis gegen das inzwischen den Osmanen hörige Khanat der Krim und gegen das russische Großfürstentum Moskau, konnte jedoch die Zerstörung der Goldenen Horde in Sarai durch die Krimtataren 1502 nicht verhindern. In der Folgezeit drangen Osmanen und Krimtataren mehrmals bis ins polnische Kernland und nach Litauen vor.
Nach der russischen Eroberung der Tataren-Khanate an der Wolga und der Zurückdrängung auch der Krimtataren kamen im 16. Jahrhundert weitere Tataren und Nogaier ins Land, im 17. Jahrhundert soll ihre Zahl bereits 200.000 betragen haben. Als polnische Hilfstruppen kämpften 15.000 von ihnen im Zweiten Nordischen Krieg verzweifelt gegen Russen, Schweden und ukrainische Kosaken, doch erst das Bündnis mit dem Khanat der Krimtataren (1654) rettete Polen-Litauen vor der Aufteilung. Die eingewanderten Tataren nahmen sich polnische, belarussische und litauische Frauen, ohne jedoch den sunnitischen Islam aufzugeben. Abgeleitet von dem alten krimtatarischen Wort „Lipka“ für Litauen wurden sie Lipka-Tataren, also litauische Tataren genannt und erhielten Land bei Brest und Hrodna.
Allmählich wurden die Tataren nahezu vollständig assimiliert, polonisiert und verwestlicht. Noch im 20. Jahrhundert kämpften sie auf polnischer Seite gegen Sowjetrussland und Nazideutschland; heute zählen sie etwa 5000 Nachfahren vor allem in der Woiwodschaft Podlachien. Einige Tausend weitere polnische Tataren leben in Litauen und Belarus, stets in friedlicher Nachbarschaft mit polnischen Katholiken und unter völliger Gleichberechtigung der religiös und politisch aktiven Frauen, die sogar Gemeindefunktionäre sind. Ein Großteil der polnischen Tataren ist jedoch auf der Suche nach Arbeit vom Land in die Großstädte Warschau, Danzig, Breslau, Lublin, Posen und Białystok abgewandert, wo sie sich zunehmend mit muslimischen Immigranten vermischen. Nur 500 von ihnen betrachten sich noch heute als „reine“ Tataren statt als Polen und sprechen einen belarussischen Dialekt.

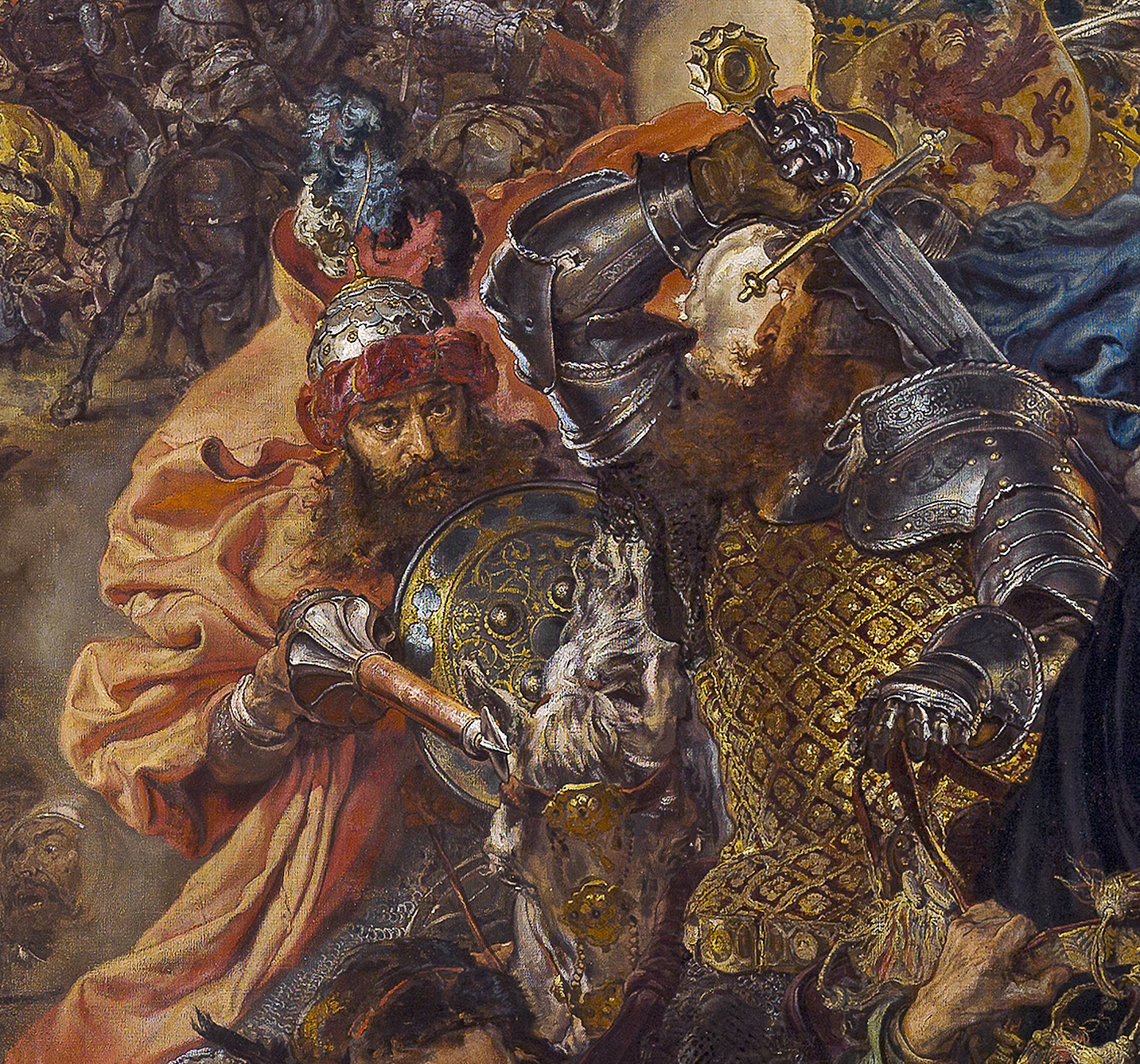
Litauische Tataren in der Schlacht bei Tannenberg (1410)
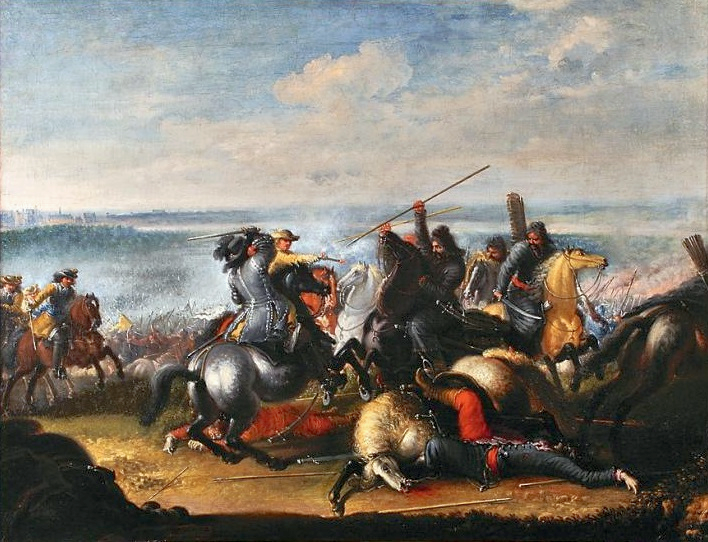
Kampf zwischen Schweden und Tataren bei Warschau (1656)
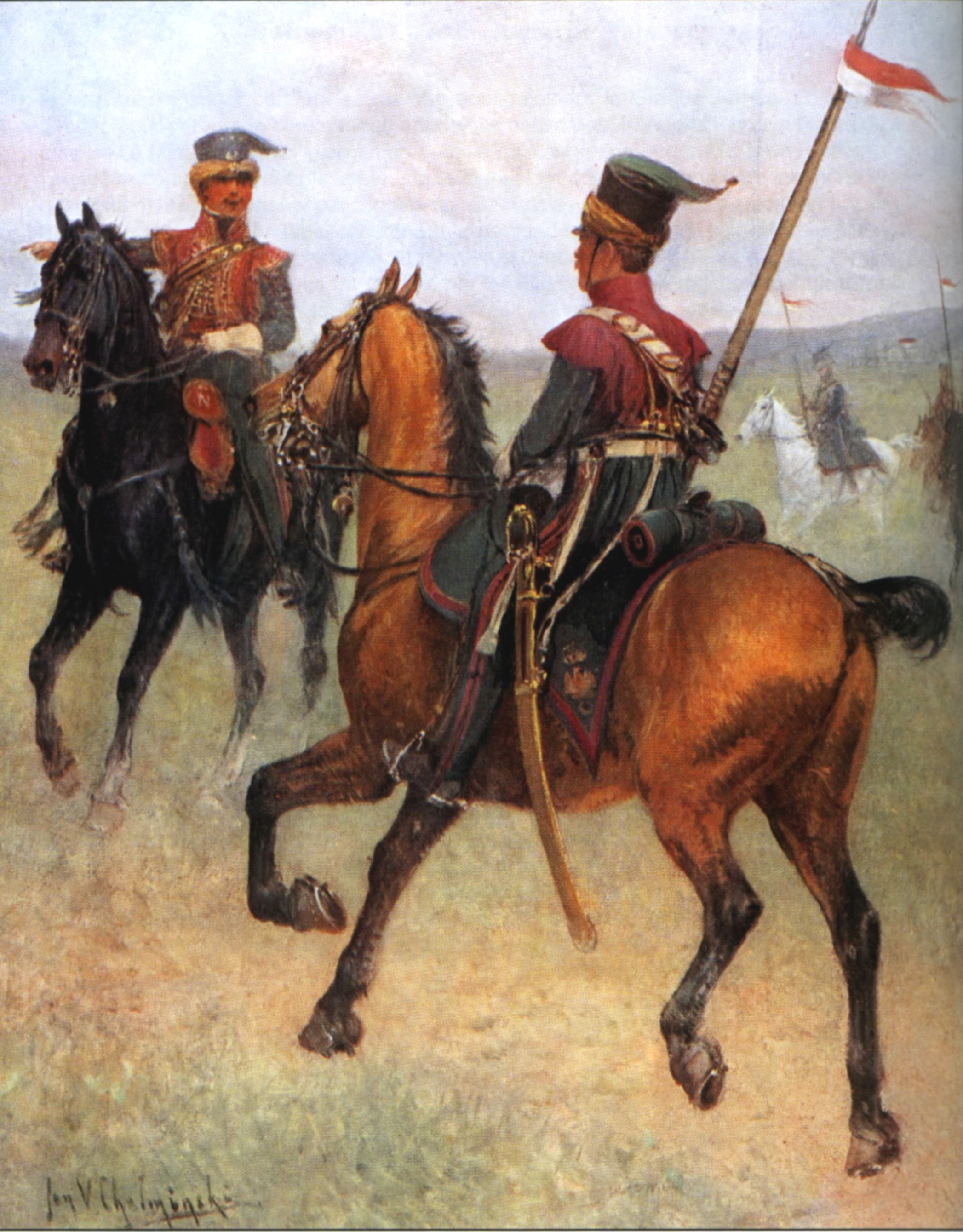
Polnische Lipka-Tataren kämpften auch in Napoleons Armeen

## Lipka-Rebellion

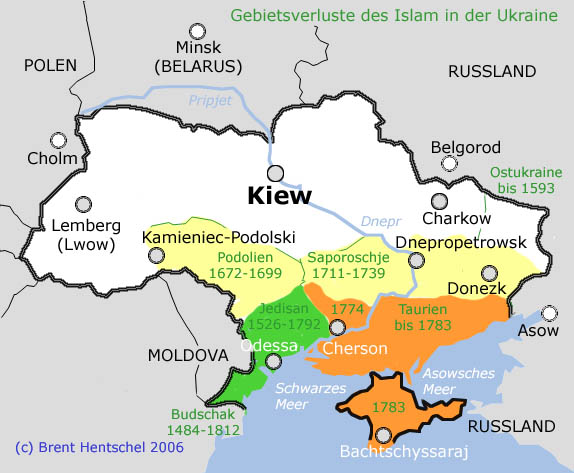
Auswirkungen auf die Ukraine: Durch die Lipka-Revolte fielen neben Jedisan (grün) weitere Gebiete im Süden (gelb) an das Khanat der Krimtataren (orange).

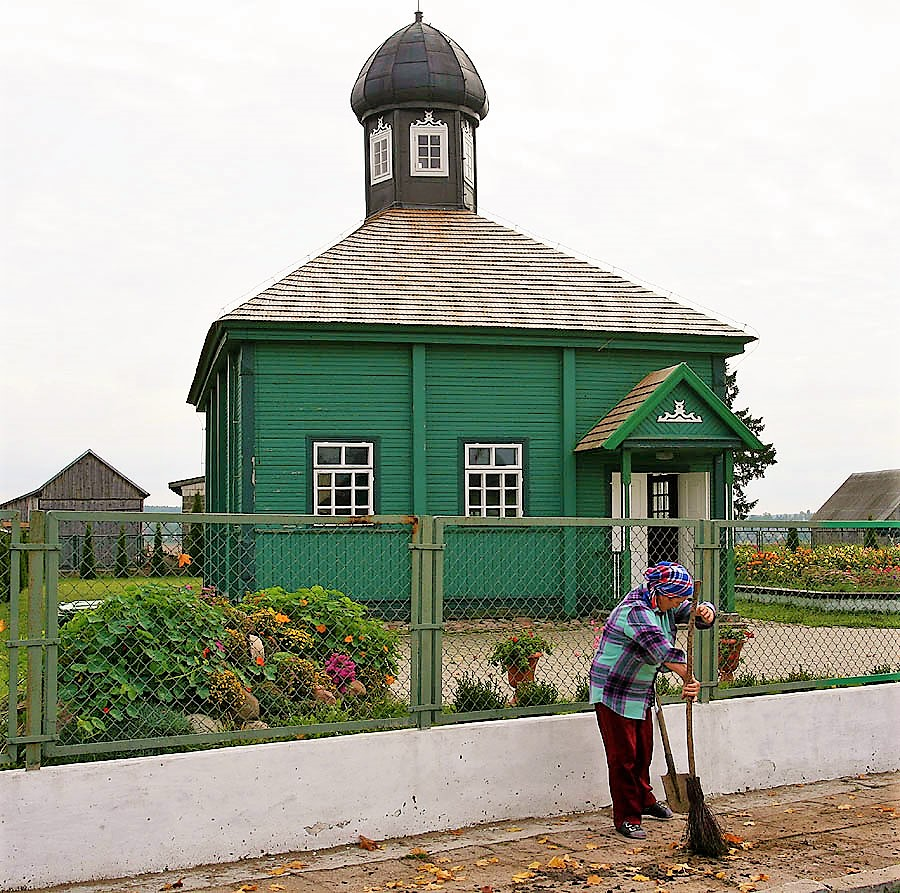
Tatarische Moschee in Bohoniki, Polen

Nachdem Polen-Litauen seinen um 1400 erworbenen ukrainischen Zugang zum Schwarzen Meer (Jedisan) 1526 an die osmanischen Türken verloren hatte, versuchten die Türken 1620–1621 und 1633–1634 vergeblich, die Ukraine zu erobern.
Unter dem Druck der (seit 1596 anhaltenden) Katholisierung lief bei Ausbruch des Krieges zwischen Polen und dem Osmanischen Reich 1672 ein Teil des 3000 Mann starken tatarischen Lipka-Regiments zu den Türken über und übergab ihnen die ukrainischen Städte Bar und Kamieniec Podolski. Ein anderer Teil aber hielt an der Waffenbrüderschaft mit den Polen fest, wofür ihnen König Jan Sobieski 1679 zwei ostpolnische Dörfer (Bohoniki und Kruszyniany, später auch Sokółka) nahe Białystok als Siedlungsgebiet schenkte und eine Generalamnestie für alle Tataren erließ. Polen hatte so den Rücken wieder frei für die Schlacht um Wien 1683 und den Krieg um Ungarn. 1699 schließlich gewann es Podolien zurück.
Die Lipka-Rebellion bildete den Hintergrund für den historischen Roman „Pan Wołodyjowski“ des polnischen Nationaldichters Henryk Sienkiewicz.
Während der Türkenkriege unterstützte 1768–1772 das Osmanische Reich einen Aufstand polnischer Patrioten, die sich in der Konföderation von Bar gegen Russland und ihren eigenen (prorussischen) König (Stanislaus II.) zusammengeschlossen hatten. Da Österreich den Sieg Russlands über die Türkei schmälern wollte, „vermittelte“ Preußen (das 1762 und 1791 ein Bündnis mit den Türken geschlossen hatte) zum Ausgleich die Teilungen Polens, 1807 (und 1939) kam auch Białystok an Russland. 1945 fiel ein Teil des tatarischen Siedlungsgebietes in Polen an die Sowjetunion (Westverschiebung Polens); Polen erhielt Białystok zurück.

## Polnische Konvertiten im Exil
Schon vor der Christianisierung Polens hatten zum Islam konvertierte Slawen an andalusischen Höfen Karriere gemacht. Seitdem hatten immer wieder einzelne Polen den Islam und Posten vor allem im Osmanischen Reich angenommen, so zum Beispiel Albert Wojciech Bobowski alias Ali Ufki (1610–1675), ein polnischer Kirchenmusiker und Barockkomponist, der zum Schatzmeister (Finanzminister) des Sultans wurde.
Nach der Niederlage in der ungarischen Revolution von 1848/49 und an der ungarischen Seite kämpfender Polnischen Legionen, gingen diese ins Exil in die Türkei, wo es zu einer Konversion etlicher polnischer Offiziere und Soldaten kam. Die von Russen und Österreichern geschlagenen Reste der Revolutionsarmee waren unter General Josef Bem (1794–1850) auf osmanisches Gebiet und zum Islam übergetreten. Zusammen mit Bem konvertierten 72 Offiziere und Generale sowie 6000 ungarische und polnische Soldaten, einige von ihnen stiegen im Osmanischen Reich zu Armeeführern oder Gouverneuren usw. auf, so zum Beispiel
- Abdülkerim Pascha (1807–1885), polnisch-osmanischer General
- Seweryn Bielinski alias Nihad Pascha (1815–1895), polnisch-osmanischer General
- Konstanty Borzęcki (1826–1876) alias Mustafa Celaleddin (Celalettin) Pascha, polnisch-osmanischer General, Turkologe und Großvater Nazim Hikmets.
- Feliks Klemens Breanski alias Schahyn Pascha (1794–1884), polnisch-osmanischer General
- Michail Czajkowski alias Mehmet Sadik Pascha (1804–1886), polnisch-osmanischer General
- Antoni Aleksander Ilinski alias Iskender Pascha (1814–1861), polnisch-osmanischer General

Nach Angaben der Polnischen Muslimischen Union sind vom Ende des Kommunismus im Land bis 2004 bis zu 1000 Polen zum Islam konvertiert.

## Muslimische Immigranten

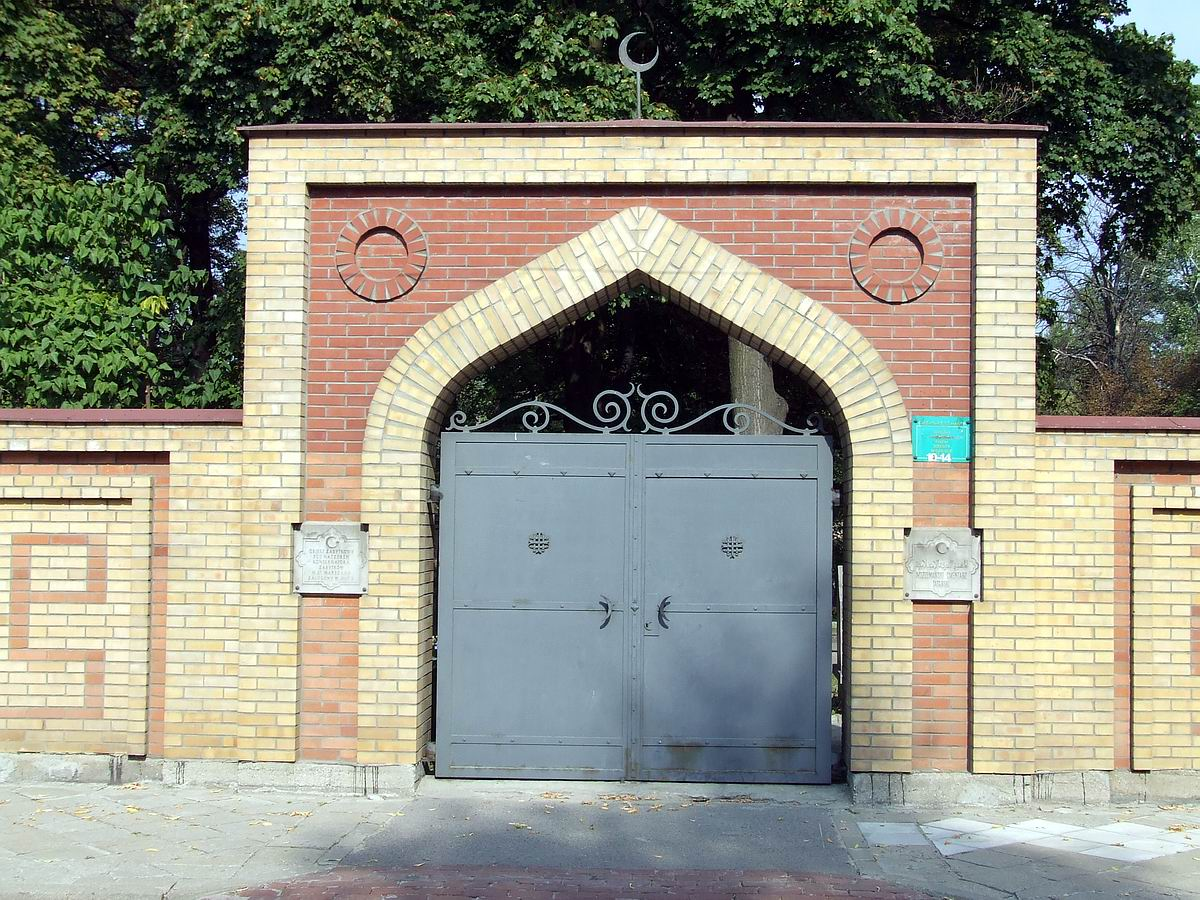
Muslimischer Friedhof in Warschau

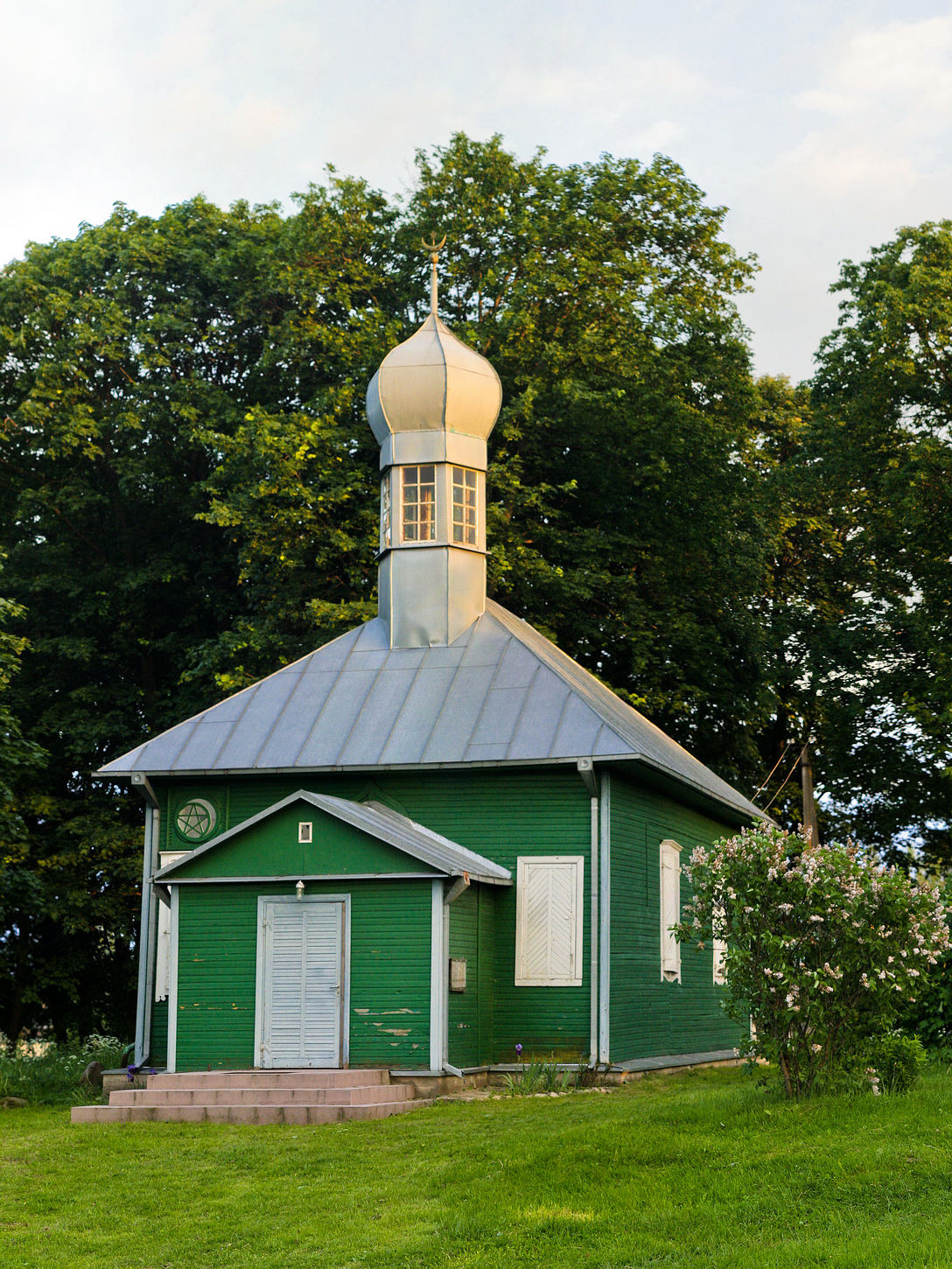
Tatarische Kapelle in Nemezis (Litauen)

Flagge der muslimischen Tataren in Belarus

Den Großteil der Muslime in Polen machen jedoch nicht Tataren oder Konvertiten, sondern vor allem Einwanderer aus. Etwa 25.000 ausländische Muslime leben heute in Polen, die meisten von ihnen stammen aus Asien und Nordafrika.
Einzigartig für Europa ist ein 1997 gebildeter Katholisch-Islamischer Rat, der für einen interreligiösen Dialog eintritt und sowohl von polnischen Bischöfen als auch vom saudischen Königshaus gefördert wird. Dennoch schlug sich dieser Einfluss nicht auf die Politik durch. Polen war z. B. (neben Dänemark) das einzige Land in der USA-geführten „Koalition der Willigen“, das dem Irak 2003 auch formal den Krieg erklärte. Nach US-Amerikanern und Briten war Polen bis zuletzt die drittwichtigste Besatzungsmacht im Irak, und in Polen selbst wurden des Terrorismus verdächtigte muslimische Gefangene in CIA-Geheimgefängnissen gefoltert.
In der polnischen Hauptstadt Warschau, wo mit 13.000 Gläubigen fast die Hälfte aller Muslime lebt, wird vor allem mit saudischen Geldern eine zweite Moschee errichtet. Sie soll ein 18 Meter hohes Minarett und ein Islamisches Kulturzentrum erhalten.

## Islam in Litauen und Belarus
In Litauen leben bis zu 3.000 Tataren. Raižiai im südlitauischen Bezirk Alytus ist seit 600 Jahren ihr traditionelles Siedlungsgebiet. Viele von ihnen leben heute auch in der bzw. um die Hauptstadt Vilnius.
In Vilnius selbst sind spätestens seit der Sowjetzeit alle Moscheen und Spuren der Lipka-Tataren und des Islam in Litauen verschwunden (bis auf das 1929 gegründete Tataren-Museum). Die Stadtregierung weigert sich bis heute, einen Moscheeneubau zuzulassen. Stattdessen entstand, ebenfalls in der Zwischenkriegszeit, anlässlich des Geburtstages des tatarenfreundlichen Großfürsten Vytautas, eine Moschee in Kaunas, der litauischen Hauptstadt der Zwischenkriegszeit.
Statt Polnisch oder Litauisch sprechen auch die litauischen Tataren einen belarussischen Dialekt, weshalb sie gelegentlich (auch in Polen) fälschlich zur belarussischen Minderheit gerechnet werden (46.000 Belarussen, aber bis zu 63.000 Belarussisch-Sprechende in Litauen, Lipka-Tataren machen einen großen Teil der Differenz von 17.000 aus). Zusammen mit muslimischen Immigranten (darunter 5.000 Tataren aus Russland) und litauischen Konvertiten machen 8.000 Muslime in Litauen einen Bevölkerungsanteil von 0,23 % aus (anderen Angaben zufolge 21.000 bzw. 0,6 %).
Auch in der belarussischen Hauptstadt Minsk leben litauische Tataren, seit 1428 im Stadtteil Tatarskaja Slabada sowie im an Białystok angrenzenden Gebiet Hrodna (Hrodsenskaja Woblasz) in den Städten Lida (70 km westlich von Minsk) und Nawahrudak. In ganz Belarus sind es weniger als 10.000 Tataren (nach türkischen Angaben 12.500) plus einige Tausend Aserbaidschaner und Muslime aus anderen GUS-Staaten. Laut eigenen Angaben leben in dem Land nur 30.000 Muslime und machen somit etwa 0,5 % Prozent der Gesamtbevölkerung von Belarus aus. Sie verwendeten das Belarussische arabische Alphabet. Es existieren Moscheen in den Städten Iuje, Klezk, Nawahrudak, Slonim, Smilawitschy und Widsy. Im November 2016 wurde mit finanzieller Hilfe aus der Türkei in Minsk eine weitere Moschee eröffnet.

## Zusammenfassung (Zeittafel)
- 10. Jahrhundert – erste Kontakte Polens mit dem Kalifat von Córdoba, Aufstieg muslimischer Slawen in Andalusien und Nordafrika (Saqaliba)
- 15. Jahrhundert – Ansiedlung verbündeter Wolgatataren
- 16. Jahrhundert – Einwanderung von Krimtataren und Nogaiern
- 17. Jahrhundert – Tataren kämpfen für Polen gegen Schweden, Deutsche, Russen, aber Lipka-Rebellion
- 18. Jahrhundert – polnische Patrioten verbünden sich mit dem Osmanischen Reich
- 19. Jahrhundert – einige polnische Soldaten und Offiziere im Exil konvertieren zum Islam
- 20. Jahrhundert – Teilung des Siedlungsgebiets der Lipka-Tataren zwischen Polen, Litauen und Belarus

## Sonstiges
Die Vorfahren des Schauspielers Charles Bronson waren in die USA emigrierte Lipka-Tataren aus Litauen.
Auch der polnische Schriftsteller Henryk Sienkiewicz hat tatarische Vorfahren. Eine wichtige Person des Islam und erster Großmufti im Polen der 1920er- und 1930er-Jahre war Jakub Szynkiewicz.